# 루트비히 구를리트
루트비히 구를리트(Ludwig Gurlitt, 1855년 ~ 1931년)는 엘렌 케이의 영향을 받은 독일의 자유주의 교육사상가이다.
20여년 간 고전중학교(Gymnasium) 교사 경력을 가지고 있었으며, '개량학교연맹'의 회장으로 중등교육 개혁운동에 힘썼다. 그의 저서로는 <독일인과 그의 조국>(1902), <독일인과 그의 학교>(1905), <남성적 학교>(1906), <교육학> 등이 있다. <독일인과 그의 조국>에서 그는 "올바른 교육으로 국가의 난국을 구하려고 하는 것은 옳은 일이며, 소년 자제의 교육은 실로 현재의 중대문제이다. 현실의 교육을 돌이켜보면 힘은 쓰고 있으나 틀린 방향으로 가고 있다. 이를테면 애국심을 기른다고 하면서 감정적인 문장을 암기시키거나 고적의 그림을 보이는 것만이 능사(能事)인 것처럼 생각하며, 또 종교심의 각성이 중요하다 하여 종교수업 시간만 늘리거나 한다. 이런 것만으로는 결코 참된 애국심의 환기나 종교적 경건심을 기를 수 없다"라고 하면서, 교사의 낡은 교육내용·방법을 비판하였다. 또 <독일인과 그의 학교>에서 아동의 정서를 메마르게 하는 주지주의와 자유를 속박하는 권위주의를 비판하였다. 그는 무엇보다 예습교육을 통한 정서함양으로 아동의 선천적 창작력의 발휘를 강조하였다. 또 '임간학교(林間學校)' '전원교육(田園敎育)' '야외수업' '연합체조' 등을 장려하였다. 또 그는 <교육학>에서 부모나 교사가 아동의 타고난 개성을 자유롭게 발전시키는 데 노력하지 않으면 도리어 나쁜습관이 생기게 되는데, 이러한 아동의 성격적인 이상습관은 부모·교사의 죄라고 하였다.

## 같이 보기
- 교육사상
- 자유주의 (교육사상)